# Iceman
Iceman, właściwie Marcin Maćkowiak (ur. 23 lutego 1977 w Poznaniu) – polski raper, współzałożyciel zespołu Slums Attack, z którym nagrał dwie płyty. Znany również pod pseudonimami: Ajsmen, Lodowiec. 
W czasie, gdy Iceman przestał nagrywać, organizował koncerty i wspierał działanie „podziemia” muzycznego. Po kilku latach opublikował utwór pt. "Lodowiec powraca", który ukazał się na kompilacji Klan. Wkrótce wystąpił gościnnie na płycie Slums Attack zatytułowanej Na legalu? (2001) w utworze O tym co było i o tym co jest teraz. Wystąpił również na kolejnej płycie Slums Attack pod tytułem Najlepszą obroną jest atak (2005). Kilkanaście lat później wystąpił w singlu Pei pod tytułem "Richtown", który ukazał się w grudniu 2020 roku. 

## Dyskografia
- Slums Attack – Slums Attack (1996)
- Slums Attack – Mordercy (singel, 1996)
- Slums Attack – Zwykła codzienność (1997)
- Robię swoje (1998, utwór: "Iceman Atakuje")[4]
- Owal/Emcedwa - Epizod 1: Samo Życie (2000, gościnnie)
- Slums Attack – Na legalu? (2001, gościnnie)
- W.B.U. – W bloku ukryty (2002, gościnnie)
- DJ Decks – Mixtape Vol. 3 (2003, gościnnie)
- Slums Attack – Najlepszą obroną jest atak (2005, gościnnie)
- Slums Attack – Piętnastak Live (2008, gościnnie)
- Peja/Slums Attack - Richtown (2020, gościnnie)
- Peja/Slums Attack - Na legalu (2021, gościnnie)